# Zdeněk Burian
Zdeněk Michael František Burian (Kopřivnice, 1905. február 11. – Prága, 1981. július 1.) cseh festőművész és könyvillusztrátor. Figyelemre méltó karrierjének öt évtizede alatt keletkezett festményei jelentős hatással voltak a paleontológiai rekonstrukciók fejlődésére. Először csak szülőföldjén volt elismert művész, később hírneve nemzetközivé vált, sok más festő próbálta utánozni stílusát. Sokak szerint a modern kor legnagyobb hatású paleofestője volt.

## Bevezetés
Burian rendkívül termékeny festő volt, munkáinak számát 15–20 000 körülire becsülik, ezek közül 1100 olajfestmény, a többi pasztell, tempera, gouache, tinta- vagy ceruzarajz. Több mint 500 könyvet és magazint illusztrált (köztük természettudományos munkákat és számos klasszikust, mint például Robinson Crusoe, Tarzan, Utazás Plutóniába), és mintegy 600 könyvborítót festett, de legnagyobb hatással mégis a paleontológia és a paleoantropológia területére volt. Az 1960-as évek eleje óta, amikor is Burian munkássága ismert lett nyugaton, számos, a prehisztorikus életről szóló, tudományos és közkedvelt könyv jelentette meg vagy használta fel műveit.

## Pályafutása
Morvaországban, a hajdani Osztrák–Magyar Monarchia területén született. Szülei Eduard és Hermina Burian, bátyja Karel. Szabadidejében a családi birtok körüli vidéket járta, és olyan barlangokba is ellátogatott, ahol egykor neandervölgyi emberek éltek. Családi életét viták jellemezték, anyja egy alkalommal rá is lőtt apjára. Alkotóművészi tehetsége már korán megmutatkozott, és apja ellenkezésének dacára anyja révén még 14 éves kora előtt bekerült a prágai Képzőművészeti Akadémiára, ahol az első évfolyamot pár hónap alatt elvégezte. Építőmunkásként és vasutasként dolgozott, hogy pénzelje tanulmányait, de nehezen boldogult a nála idősebb munkások közt, és két év múlva otthagyta Prágát, hogy bohém életmódot űzzön és művészként barangolja a cseh vidéket. Apja emiatt minden támogatását megvonta.
1921-ben kapta első hivatalos megbízatását, Robert Louis Stevenson Dobrodružství Davida Balfoura (Emberrablók; Azaz David Balfour kalandjai az 1751. esztendőben) című regényéhez készített illusztrációkat, és bár a könyv sikeres volt, pénzügyi nehézségeit nem oldotta meg. 1922-ben az Ipoly mentén élő vándorcigányok mellé szegődött, akikkel négy hónapot töltött. Ez a periódus nagy hatással volt életére, valamint a természetet és a természetközeli népeket ábrázoló képeire. 1924 és '25 között katonasági szolgálatát töltötte Valašské Meziříčí városában. 
Burian az utcán, az éhségtől összeesve találkozott Františka Loudovával (született 1904. január 29-én), akivel 1927. február 14-én összeházasodtak. Még az évben világra jött Eva nevű lányuk, és Burian sikeres támogatókra lelt J. R. Vilimek, 1931-től kezdve pedig J. Touzimský & J. Moravec (T&M) könyvkiadójánál, így illusztrációiból már meg tudott élni. Az előbbi együttműködés 1949-ig, az utóbbi '48-ig tartott, ezt követően elsősorban az Orbis és SNDK kiadóknál dolgozott. Ez idő alatt sci-fi, western és kalandregényeket illusztrált olyan íróktól, mint Jules Verne, Rudyard Kipling, Daniel Defoe, Edgar Rice Burroughs, Vlagyimir Afanaszjevics Obrucsev, Jack London vagy James Fenimore Cooper.
Első fontosabb munkája Karl May Az Ezüst-tó kincse című indiánregénye volt 1932-ben, mely részben Burian romantikus stílusú képeinek köszönhetően bestseller lett. Eduard Štorch író Lovci mamutů (Mamutvadászok) című, magazinokban kiadott történetéhez készítette első publikált őskori képeit. Fekete-fehér gouache festékkeverékkel végzett stílusa ekkor bontakozott ki, melyet egészen az 1950-es évekig művelt, és melynek pontos technikáját a sírba vitte. 1935-ben készült első tudományos paleoművészeti festménye, mely az Archegosaurus és a Branchiosaurus nevű kétéltűeket ábrázolta. Korai ősállatos képeit főleg külföldi alkotók műveiről másolta, de idővel kialakult saját stílusa.
A Mamutvadászok 1937-es könyvkiadásához készült, felújított képei felkeltették a prágai Károly Egyetem őslénykutatója, Dr. Josef Augusta figyelmét. Egy 1938-as találkozójuk alkalmával Burian egy Diplodocus-csontváz fényképe alapján negyedóra alatt rekonstruálta magát az élő állatot, ami annyira lenyűgözte Augustát, hogy a művész és a tudós közt azonnali együttműködés létesült.
Számos nagy jelentőségű közös kötetük jelent meg, melyek nemcsak világhírnevet biztosítottak számára, hanem az egyik legfontosabb paleoművésszé tették. Első őslénytani könyvük a T&M kiadónál 1942-ben megjelent Divy prasvěta (Az őskor csodái) volt, melyhez 1941-ben festette számos híres képét. Az 1940-es évekbeli munkásságát Csehszlovákia német megszállása akadályozta, így az évtized első felében alig alkotott, a németek 1945-ös visszavonulásakor pedig ő is részt vett a Prága körüli védőfalak felállításában. Pályája 1947-től szinte töretlenül folytatódhatott, és Augusta révén megismerkedett több cseh őslénytani és antropológiai szaktekintéllyel. 1948-tól haláláig körülbelül 110 képet festett az ember evolúciójáról. Ugyanekkor, a cseh szocialista kormány megalakulásától kezdve 44 oktató jellegű képet festett az iskolarendszer részére, melyek a biológiai evolúció és darwinizmus tanait terjesztették.
Az 1950-es évektől kezdve Burian félrevonult prágai lakóhelyére és Černošice-béli nyári műtermébe. 1955-ben Augusta tudományos útmutatása, valamint Burian festményei és állat-rekonstrukciói segítségével készült Karel Zeman animátor Cesta do Pravêku (Utazás az őskorba) című oktató jellegű ifjúsági kalandfilmje, mely nagy sikert ért el Európa-szerte, és számos díjat nyert nemzetközi filmfesztiválokon. Augusta és Burian szintén az évben kapcsolatba lépett az Artia kiadóházzal, amelynek egy sor őslénytani képeskönyvet készítettetek. Ezek közül az első és legfontosabb az 1956-os Hlubinami pravěku (angol címén Prehistoric Animals) volt, melyet számos országban kiadtak, és amely a londoni Thames and Hudson kiadó 1972-es Life Before Man (Élet az ember előtt) alapjául szolgált. A könyvkiadók kérésére Burian idővel felhagyott fekete-fehér festészetével. 1962-ben a brnói Morva Múzeumnak kezdett festeni, ősembereket és jégkorszaki állatokat ábrázoló képeiből 200 ma is a múzeum tulajdona. 1967-ben ősi tájkép-sorozatot festett.
Josef Augusta 1968. február 4-én elhunyt, Burian ezután Zdeněk Špinarral és kollégájával, Vratislav Mazákkal dolgozott tovább. Stílusa átalakult, élénkebb színeket használt és nyitottabb tájakat festett. Špinar útmutatásával paleozoikumi gerinceseket és további tájképeket alkotott, s először volt alkalma az élet kialakulása előtti Föld képét vászonra vinni – ezek az Élet az ember előttben jelentek meg. Mazák nemcsak Burian munkatársa lett, hanem az elzárkózó művész rajta keresztül tartotta a kapcsolatot a külvilággal is. Első közös munkájuk a Živa (Élet) folyóiratban megjelent ősember-képek sorozata, ezt követően a német Bernhard Grzimek zoológus és állatkertigazgató 1967-'72 közt összeállított Tierleben című enciklopédia-sorozatához készített állatrekonstrukciókat. A felkérést Burian csak nehezen, két évnyi tárgyalás után vállalta el, mivel nagy számú állatfajták egy képen történő szisztematikus ábrázolása és a fosszilizáció folyamatának megfestése eltért addigi művészetétől.
Utolsó munkáit Josef Vágnernek, a Dvůr Králové Állatkert egykori igazgatójának készítette, 1977-től. Vágner eredeti elképzelése egy, az élet történetét szemléltető murália volt, mint amilyenek az amerikai Rudolf Zallinger híres Age of Reptiles és Age of Mammals freskói a Yale Egyetem Peabody Múzeumában. Egészségi állapota miatt Burian ezt nem vállalta, helyette 34 nagyméretű vászon megfestésében állapodtak meg, és a projektben Špinar is segédkezett. 1979. október 18-án Burian felesége elhunyt, amit a művész súlyos csapásként élt meg, és a munkával lassan haladt. 
A képeket nem időrendi sorrendben, hanem a különböző földtörténeti korok közt váltogatva festette, mondván, ha a sorozat elkészülte előtt meghalna, legalább használható munkát ad ki a keze közül. Végül 22 kép készült el, az utolsó az ordovíciumi tengeri életet ábrázolta. Buriant 1981. június 9-én a prágai Nemocnice Na Frantisku kórházba szállították, ahol aortaműtétet hajtottak végre rajta. 25-én hazaengedték, de állapota romlott, és július 1-én a kórházban meghalt. Vágner kiállítása 1983. június 17-én nyílt meg, és az általa megvásárolt korábbi festményekkel együtt összesen 147 Burian kép került az állatkert tulajdonába. A gyűjteményt 1998-ban hivatalosan cseh kulturális emlékművé nevezték ki. 1992. május 28-án Zdenêk Burian múzeum nyílt Štramberkben, ahol egykor szintén volt egy műterme.

## Paleoművészete
Zdenêk Burian 386 olajfestményt, 128 pasztell-, tempera-, és gouache-művet, valamint legalább 350 tinta- és ceruzarajzot átölelő paleoművészeti pályája több szakaszra osztható. Augustával való közös munkája a kutató haláláig tartott, ezt követően főleg Zdeněk Špinar és többek között Vratislav Mazák, Josef Vágner és Josef Beneš voltak munkatársai. A tudomány akkori színvonalát tekintve pontos és nagyszerű rekonstrukciókat festett számtalan prehisztorikus életformáról a Föld minden részéről, a legkorábbi gerinctelenektől egészen a halak, kétéltűek, hüllők, emlősök és madarak rendjéig, mint ahogy a korabeli tájak panorámájáról is, ahol ezek az állatok éltek. Bár nyugaton a dinoszauruszos képei a leghíresebbek, összességében kevés dinoszauruszt, mindössze 45 nemzetséget festett.
Mivel Csehszlovákia nem rendelkezett olyan kövületgyűjteményekkel, mint az Egyesült Államok, Burian sokszor fényképek, vázlatok vagy külföldi alkotók munkái alapján festett, úgymint az amerikai Charles R. Knight (Diplodocus), Robert Bruce Horsfall (Uintatherium) és Vernon Edwards (Styracosaurus), az orosz Konsztantyin Konsztantyinovics Fljorov (Paraceratherium) vagy a dán Gerhard Heilmann (Hesperornis). Burian munkái azonban kevésbé voltak stilizáltak, mint például Charles R. Knight művei, és meggyőzőbbek voltak alanyuk és a táj iránti tiszteletükben. Korábbi paleofestők gyakran spekulatív munkákat adtak ki kezeik közül, ami a 19. századi véleményt tükrözte. A nagy testű dinoszauruszokat tespedt állatokként, hatalmas, szétterülő végtagú gyíkokként ábrázolták, viszont Burian mozgékony állatoknak festette meg őket, paraszagittális (emlős- vagy madárszerű) végtagmozgással és vaskosabb lábizmokkal. Emiatt számos képe kevésbé hat elavultnak kortársaiéhoz képest. Burian művei más szempontból is modernebbek voltak – az amerikai Sauropodákat, a Brontosaurust (1940), a Diplodocust (1952-es és 1960-as verziókat) elefántszerűen sétálva a földön ábrázolta, míg több külföldi művész szorosabban ragaszkodott ahhoz az elavult nézethez, hogy ezek a lények a vízben éltek. Festményei közül egyedül eredeti, 1941-es, Giraffatitanokat (akkori nevükön Brachiosaurus brancaikat) ábrázoló képe helyezte a központi alanyait a vízbe. A kép tudományosságát emiatt később több kritika érte, így az Élet az ember előtt című könyv 1995-ös, kibővített változatából kivették és a művész 1979-es Brachiosaurus képével helyettesítették azt.
Burian Augusta-időszakát John Richard Lavas, az Aucklandi Egyetem őslénykutatója a paleoművészet aranykorának nevezi. Ekkor születtek leghíresebb és széles körben legjobbnak tartott művei. Habár Burian saját állítása szerint nem követett egy művészeti irányzatot sem, festészete a romantika és neoklasszicizmus stílusára emlékeztet, de alanyait a fotórealizmushoz hasonló módon ábrázolta. Rostja Walica, Burian műveinek szakértője '41-es Brachiosaurusos képét például „hiper-romantikus”-nak nevezi. Különféle hatásokat ért el a fekete-fehér gouache elmosásával, hüllőinek olykor ecsete kemény nyelével vagy a vászon egyenetlenségeinek meghagyásával adott bőrmintát. Augusta pedagógus és a tudomány népszerűsítője volt, és az általa előadott történetek inspirálták Burian munkáit, de a festőnek nagy fokú művészi szabadsága is volt, így számos drámainak ható kompozícióval élt, melyhez regényillusztrátori tapasztalatát is felhasználta. Állatait jól kivehetően ábrázolta, de bizonyos testi jegyeiket néha szándékosan homályosan festette, amennyiben ezekről nem állt rendelkezésére elég tudományos bizonyíték. Spekulációba csak ritkán bocsátkozott: ilyenek a pusztán hipotetikus tollas állatot, a „Proavis”-t, a csak lábnyomairól ismert Chirotheriumot és a csak koponyája alapján ismert Andrewsarchust bemutató festményei.
Burian korai műveinek sajátossága az alanyait körülvevő empátia és pátosz. Saját bevallása szerint minden állatot a szemmel kezdte festeni, és a továbbiakat a tekintetük alapján dolgozta ki. Az őshüllőket két csoportba osztotta: „rokonszenves” és „ellenszenves”. Az előbbiek közé sorolta kedvenc ősállatát, az Iguanodont, viszont a Tyrannosaurust például egyáltalán nem kedvelte. Walica szerint a művész saját „melegvérűség”-ét örökítette át alanyaiba, így őshüllői is valódi egyéniségek voltak, akárcsak emlősei vagy ősemberei. Más műelemzők, mint Zoë Lescaze, Burian gyermekkorának és országa politikai helyzetének hatását vélik felfedezni munkáinak dinamizmusában és feszült, borongós hangulatában. Kerülte az olyan kliséket, mint a vérontás, helyette az állatok konfrontációja, testtartása és kidolgozott izomzata biztosította a képek energiáját, a nyomasztó hangulatot pedig a veszedelmes természeti jelenségek (füstölgő tűzhányó, hóvihar) és tragikus életképek (kannibál ősemberek) fokozták. Lescaze szerint az egymással szembehelyezett ősállatokon a hidegháború feszültsége, az őskor vadságában pedig az emberiség saját kezű pusztulására felhívó figyelmeztetés fedezhető fel. Meglátását azonban Mark Witton paleoművész kétségbe vonta, és inkább Burian festészetének tudományos hátterére hívta fel a figyelmet.
Burianra jellemző volt korábbi képeinek folyamatos módosítása, korrigálása, és egyazon kompozíció többszöri felhasználása. Híres, felegyenesedve álló Iguanodonját például legalább négyszer lefestette (1941, '50, '62 és '79), s további változatokat készített fekete-fehérben. Feljavított képeinek példája első hivatásos paleofestménye, a Trachodon-párra rontó Tyrannosaurus, melyben átfestette a ragadozó fejét, hátát, farkát. Későbbi tanácsadói útmutatására több Augusta idejében festett képét átdolgozta, igazodva a korszerűbb tudományos adatokhoz és elképzelésekhez, de volt, hogy látszólag saját kedvéből festette újra egyes kompozícióit.
Későbbi munkatársai Augustánál kevesebb szabadságot, több szakmai, de kevesebb kreatív útmutatást adtak neki. Egyre több, számára idegen felkérést is kapott, úgymint állatok sokaságát mesterkélt módon egy képen ábrázolni, világosabb színekkel, nyitottabb, kevésbé élethű panorámákkal. A korábbi képeinek kidolgozatlanabb, olykor rejtélyesebb háttereit részletgazdag, ugyanakkor stilizáltabb helyszínek váltották fel, melyek elvonták a figyelmet a központi, szintúgy stilizált módon megfestett állat(ok)ról. Špinar után Mazák és Vágner még jobban elnyomta Burian romantikus stílusát, s egyszerűbb kompozíciójú, hagyományosabb paleoművészeti képeket vártak el tőle. Burian az ilyenekben nem jeleskedett. A műértők gyengébbnek tartják késői munkáinak javát, melyek nem szemléltették kellően az óriás őslények méreteit, és alanyaikat néha jellegtelenül, különös anatómiai hibákkal mutatták be – kiváltképp ilyen 1979-es, szárazföldi Brachiosaurusa és az ugyanakkor készült Triceratops-tetem fölött álló Tyrannosaurus párja. Többen felvetették, hogy Buriannak ez idő tájt megromlott a látása, de Lavas szerint inkább felesége betegeskedése és elvesztése nyomta rá a bélyegét Burian készségeire (ezek ellenére Lavas rámutat több ez idő tájt készült kiváló alkotásra is). Walica szerint az utolsó munkáin látható korhadó növények előre jelezték a művész saját egészségi állapotát. Lescaze szerint 1963 utáni művei csak szellemei korábbi remekeinek.
Burian javarészt a „dinoszaurusz reneszánsz” előtt alkotott, de kései festményeinek némelyikét már modernebb elméletek és paleoművészek ihlették: pályája vége felé lemásolta Robert T. Bakker amerikai őslénykutató Chasmosaurusait és Barosaurusait, a Velociraptort pedig korábbi, lomhább állatainál mozgékonyabbra festette.

## Jelentősége
Charles R. Knight, Rudolf Zallinger és Zdenêk Burian a paleoművészet klasszikus, a 19. század végétől az 1960-as évekig tartó korszakának fő alkotói, műveik meghatározták, ahogyan az emberek az őskorra gondolnak. Stephen Jay Gould evolucionista és őslénykutató Burian és Augusta Prehistoric Animals című könyvét tartotta a 20. század három legfontosabb paleontológiai képeskönyve egyikének, John Lavas szerint pedig széleskörű kiadása miatt a legfontosabb volt. Burian a valaha volt egyik legtöbbet imitált paleofestő, munkái (vagy azok másolatai) az egész világot bejárták, és máig megjelennek könyvekben. Egyben ő volt az első, akinek hiteles, a növénytant is figyelembe munkássága a világ és az őstörténet minden részét lefedte. Több képe, például az 1941-es Brachiosaurus és az 1970-es Tarbosaurus ikonnak számít a dinoszauruszábrázolás történetében. Sok későbbi paleoművész egyik fő inspirációjának tekinti, de kortársai közül például Konsztantyin Konsztantyinovics Fljorov is elismerően beszélt róla. Munkáját másfelől kritika is érte: az amerikai tudós és paleoművész, Gregory S. Paul, akinek modernebb ősállat-rekonstrukciói leváltották a Knight- és Burian-féle dinoszauruszokat a köztudatban, anatómiai hibáik és elavultságuk okán rossznak tartja Burian legtöbb művét.
Burian a popkultúrára és tudományra is hatással volt. 1941-es fekete-fehér Iguanodonja, mely megjelent a Life Magazine egyik számában, volt a híres japán mozifilm-szörny, Godzilla kinézetének egyik fő ihletője, Knight Stegosaurusával és Zallinger Tyrannosaurusával együtt. 2015-ben születésének 110. évfordulóját a Google doodle cseh és szlovák változata is megünnepelte. Burianról és Augustáról nevezték el 2017-ben az első valódi cseh dinoszauruszfajt, a Burianosaurus augustait.
Eredeti munkái ma szét vannak szórva a világban, de gyűjtemények megtekinthetők a štramberki Zdenêk Burian Múzeumban, Dvůr Králové Állatkertben, a prágai Nemzeti Múzeumban és a brnói Morva Múzeumhoz tartozó Anthropos Múzeum ideiglenes kiállításain. Képei Magyarországon Az ősvilág állatóriásai (Josef Augusta, Tatran, Pozsony, 1966), Az ősember tábortüzeinél (Josef Augusta, Tatran, Pozsony, 1966), az Ádám nyomában (Josef Kleibl, Madách, 1973), Élet az ember előtt (Zdenek V. Špinar, Gondolat, 1976), Az őskori ember (Josef Wolf, Gondolat, 1987), Az ősidő állatai (J. Beneš, Gondolat, 1989) és Az őskori ember és elődei (V. Mazák, Gondolat, 1990) című könyvekben érhetők el.